# Pauki

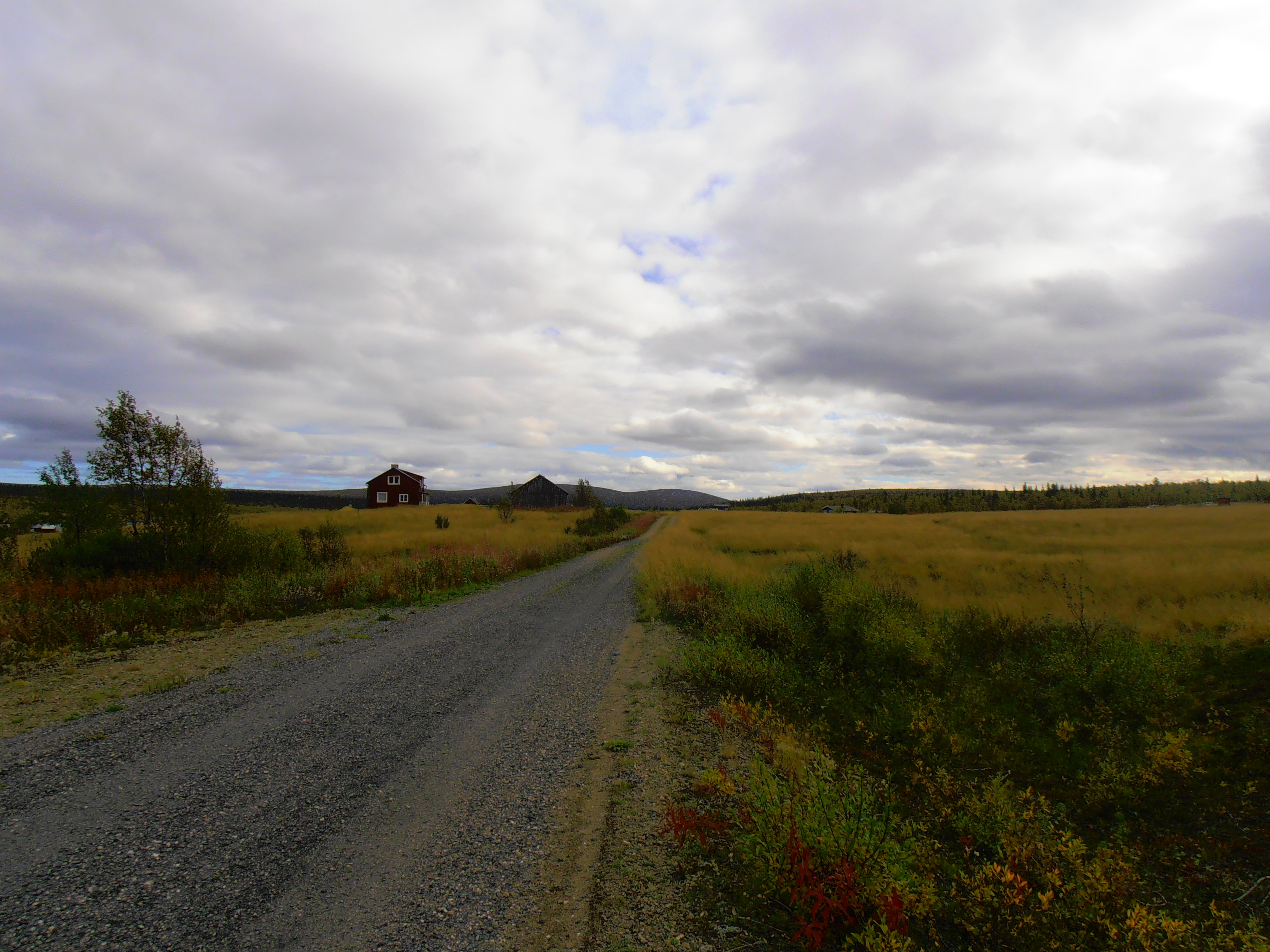
Pauki, september 2016.

Pauki (samiska: Bávgi) är en ödeort vid sjön Paukijärvi i Gällivare kommun, Norrbottens län. Orten har ingen bofast befolkning.
Pauki grundades av Olof Mickelsson, som erhöll beslut 1848 och vid folkräkningen 1890 hade orten tre vuxna invånare. Orten blev fjällägenhet, men övergavs 1978. Idag finns står två gårdar från 1930-talet var och orten används för fritidsverksamheter.